# Cynorkis tenerrima
Cynorkis tenerrima är en orkidéart som först beskrevs av Henry Nicholas Ridley, och fick sitt nu gällande namn av Friedrich Fritz Wilhelm Ludwig Kraenzlin. Cynorkis tenerrima ingår i släktet Cynorkis, och familjen orkidéer. Inga underarter finns listade i Catalogue of Life.